# Neda Shahsavari
Neda Shahsavari (perzisch: ندا شهسواری; Kermanshah, 21 september 1986) is een Iraans professioneel tafeltennisster. Zij speelt linkshandig met de shakehandgreep.
Zij vertegenwoordigde haar land op de Olympische Zomerspelen 2012 en 2016 maar won geen medailles.